# Blackout (песня Linkin Park)
«Blackout» — промосингл американской рок-группы Linkin Park из альбома A Thousand Suns.
Песня исполнена в стилях индастриал-рок и электроник-рок, но, несмотря на содержание в ней скриминга, она не содержит элементов альтернативного метала и индастриал-метала. Является самым жёстким по звучанию треком с альбома A Thousand Suns.

## Запись
18 августа 2010 года на официальном канале группы на YouTube появился выпуск LPTV, в котором было показано, как Честер Беннингтон записывает вокал для Blackout в стиле фристайл. Рабочим название песни было «Pacmanny». 8 сентября 2010 года, в день выхода самого альбома, данный трек был издан в качестве рекламного сингла.

## Исполнение на концертах
Концертный дебют песни состоялся в 2010 году в Австралии. Во время концертов ближе к концу песни используются семплы со студийной версии трека.
Концертные записи трека были включены в альбомы A Thousand Suns +, Living Things + и A Thousand Suns: Live Around the World.

## Саундтрек
Ремикс данной песни, выполненный Renholdër, является саундтреком к фильму «Другой мир: Пробуждение».
«Blackout» включена в саундтрек игры FIFA 11 и является частью загружаемого контента «Linkin Park Track Pack» для игры Guitar Hero: Warriors of Rock.

## Участники записи
- Честер Беннингтон — вокал, перкуссия
- Брэд Делсон — гитара, перкуссия, клавишные
- Майк Шинода — вокал, клавишные
- Дэвид «Феникс» Фаррелл — бас-гитара, клавишные, бэк-вокал
- Джо Хан — тёрнтейблизм, семплирование
- Роб Бурдон — ударные, перкуссия

## Чарты
| Chart (2012)                      | Peak position |
| --------------------------------- | ------------- |
| UK Rock (Official Charts Company) | 28            |